# 等喊弄奘寺
等喊弄奘寺，位于云南省德宏傣族景颇族自治州瑞丽市姐相乡大等喊寨，为上座部佛教多列派奘寺。“等喊”为傣语“金水池”之意，“等喊弄奘寺”即“大金水池寺”。

## 历史
传说中佛祖释迦牟尼布道时路过此地，在此住宿一夜，信徒们为了纪念佛祖就在此修建奘寺。等喊弄奘寺始建于清乾隆年间，1918年重修时将茅草顶换为铁皮顶，1957年翻修，“文化大革命”时期遭到一定程度破坏。1981年8月，北京电影制片厂拍摄《孔雀公主》时，曾以等喊弄奘寺作为“王宫”取景地，为此对大殿门亭、楼梯、大门坐向进行改造。1993年11月16日，被云南省人民政府列入云南省文物保护单位。后又多次维修扩建，增建藏经楼、泼水亭等附属设施，1998年、2001年、2009年云南省文化厅拨款对奘寺进行全面修葺。

## 建筑
等喊弄奘寺属宫殿式镀锌波形铁皮瓦盖顶的干栏式建筑，硬山顶三层重檐楼台式结构。占地面积12,847平方米，建筑面积978.65平方米，大殿建筑面积409.25平方米。由大殿、门楼、藏经楼、持戒房、泼水亭、附殿、生活用房组成。正殿坐西向东，面阔3间、宽17.3米，进深7间、长19.6米，基座为抬梁式木结构干栏建筑，共用柱40棵，桩柱较高（约占正殿高度的四分之一），因此门前设有高梯，顶部四面墙壁开有门洞。殿中供坐式佛像，高2.5米，天花板由数十块鸟兽、花草、人物的木刻镶嵌而成，雕工精细，具有浓郁民族特色和艺术价值。亭阁面阔2.7米，通深13.8米。檐下作卷草样纹饰以示祥云，圈定“天界”的范围。等喊弄奘寺保留了傣族的传统建筑艺术，也受到缅甸佛寺建筑艺术风格的影响，是中缅边境德宏地区的名刹。

## 图集

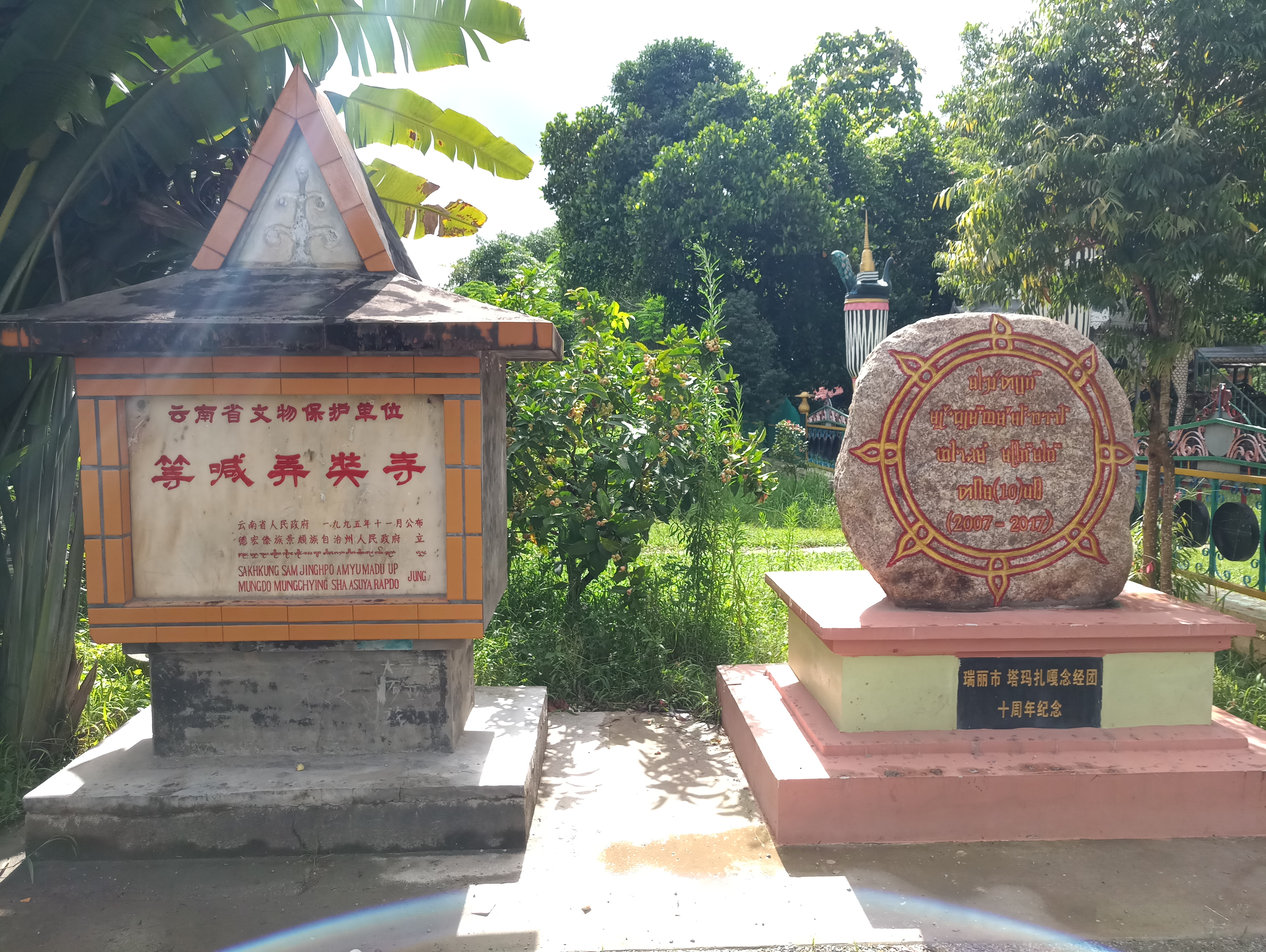
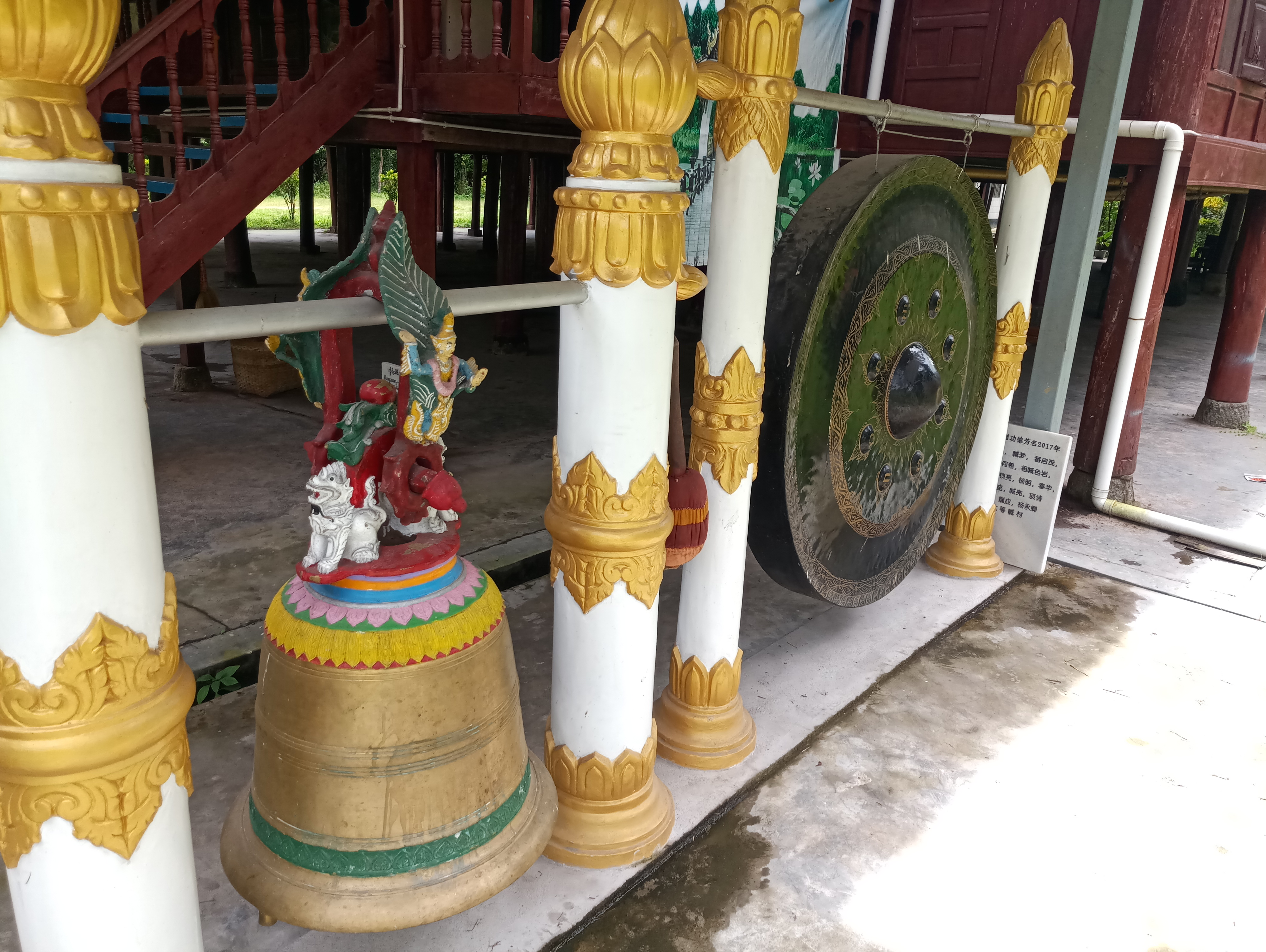